# Robert Downs Haworth

Haworth-Reaktion

Robert Downs Haworth (* 15. März 1898 in Cheadle, Cheshire; † 19. Mai 1990) war ein englischer Chemiker (Organische Chemie).
Haworth war der Sohn eines Schuldirektors, wurde bei Arthur Lapworth 1922 an der University of Manchester promoviert und war als Post-Doktorand in Oxford bei William Henry Perkin junior. Ab 1927 war er Professor an der  University of Newcastle und ab 1939 an der University of Sheffield.
Er befasste sich mit Chemie von Naturstoffen (Resine, Tannine, Struktur und Synthese von Alkaloiden).

Haworth Phenanthren-Synthese

Eine Variante der Friedel-Crafts-Alkylierung, die Haworth-Reaktion, ist nach ihm benannt (1932). Sie erzeugt 1-Tetralon. Auch die verwandte Phenanthren-Synthese, die Haworth-Synthese (1932), ist nach ihm benannt.
1956 erhielt er die Davy-Medaille. 1944 wurde er Fellow der Royal Society.
Zu seinen Doktoranden zählt Peter Pauson.